# Semi-pro
Pour plus de détails, voir Fiche technique et Distribution.
Semi-pro est un film américain réalisé par Kent Alterman sorti en 2008.

## Synopsis
Jackie Moon, ancienne gloire de la chanson, est le propriétaire-entraineur-joueur des Flint Tropics, une franchise de ABA, alors ligue concurrente de la NBA. Quand le président de la ABA annonce que seulement quatre franchises fusionneront avec la NBA la saison prochaine et que le reste des équipes seront dissoutes, Moon fait appel à Monix, un ancien joueur NBA surtout habitué à être sur le banc, avec la ferme intention d'obtenir sa place dans la grande ligue.

## Fiche technique
Sauf indication contraire, les informations mentionnées dans cette section peuvent être confirmées par la base de données cinématographiques IMDb,  présente dans la section « Liens externes ».
- Titre : Semi-pro
- Réalisation : Kent Alterman
- Scénario : Scot Armstrong (en)
- Photographie : Shane Hurlbut
- Direction artistique : Virginia L. Randolph et Jim Gloster
- Distribution des rôles : Allison Jones
- Décors : Clayton Hartley, décors de plateau par Casey Hallenbeck
- Costumes : Susan Matheson (en)
- Montage : Debra Neil-Fisher et Peter Teschner (en)
- Musique : Theodore Shapiro
- Production : Jimmy Miller
- Sociétés de production : New Line Cinema, Mosaic Media Group, Donners' Company et MFP Semi-Pro
- Société de distribution : New Line Cinema (États-Unis), Metropolitan Filmexport (France)
- Pays de production : États-Unis
- Budget : 55 millions de $[1]
- Langue originale : anglais
- Format : couleur — 35mm — 2,35:1 — son Dolby Digital
- Genre : comédie
- Durée : 91 minutes (98 minutes pour la version unrated DVD et 99 minutes pour la version unrated)
- Dates de sortie en salles : 
  - États-Unis :
    - première à Westwood (Californie) : 19 février 2008
    - sortie nationale : 29 février 2008

  - Canada : 29 février 2008
  - France : 14 mai 2008
- Classification :
- États-Unis R Rated R for language and some sexual content
- France Classification CNC[2] : tous publics (visa d'exploitation no 120260 délivré le 24 avril 2008)

## Distribution
- Will Ferrell (VF : Emmanuel Curtil et VQ : François Godin) : Jackie Moon
- Woody Harrelson (VF : Renaud Marx et VQ : Louis-Philippe Dandenault) : Monix
- André Benjamin (VF : Sidney Kotto et VQ : Marc-André Bélanger) : Clarence « Coffee Black » Malone
- Maura Tierney (VQ : Viviane Pacal) : Lynn
- Jackie Earle Haley : Dukes
- DeRay Davis (VF : Jean-Paul Pitolin et VQ : Patrice Dubois) : Bee Bee Ellis
- Will Arnett (VF : Nicolas Marié et VQ : Daniel Picard) : Lou Redwood
- Andy Richter (VF : Jean-François Vlérick et VQ : Sébastien Dhavernas) : Bobby Dee
- David Koechner (VF : Jean-Loup Horwitz) : Un membre de la commission ABA
- Ed Helms : Un journaliste

 Source et légende : version française (VF) sur RS Doublageet VoxoFilm; version québécoise (VQ) sur Doublage Qc.ca

## Sortie et accueil

### Box-office
Semi-pro rencontre un échec commercial, ne rapportant que 43 980 363 $ de recettes mondiales, dont 33 479 698 $ aux États-Unis, où il a toutefois pris la première place du box-office durant son premier week-end d'exploitation,. Il s'agit du troisième film avec Will Ferrell en tête d'affiche à prendre la tête du box-office américain à sa sortie, avec 15,3 millions de dollars de recettes, soit la moitié des recettes qu'ont projetés les prévisions des analystes.